# 인호

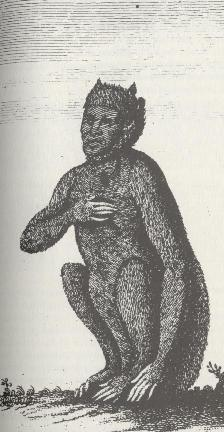

인호(人虎)는 호랑이 혹은 반호반인의 모습으로 변신하거나 호랑이에 빙의되었다고도 말해지는 수인(전설의 생물)의 일종이다. 호인(虎人)·호빙(虎憑)·웨어타이거(영어: weretiger)라고도 한다. 성별에 따라 호남·호녀라고도 불린다.

## 각지의 전승
인도로부터 중국에 걸친 아시아 일대에 닮은 전설이 있어, 범이 생식 하지 않는 일본에서도 중국의 영향에 의해서 그 존재를 믿었다고 한다.
중국 송나라로부터 청조에 걸쳐 집필된 지이·지괴 등을 적은 설화집, 「태평광기」·「고금설해」·「당인설회」 등에 「인호전」으로서 호랑이로 변신하는 남자의 설화가 수록되고 있다. 일본의 작가 나카지마 아쓰시는, 「당인설회」 중의 「인호전」에 취재해 소설 「산월기」를 집필해 고향의 수재의 비애를 묘출하고 있다.
인도네시아 자와섬에선 마간 가두간(magan gadungan)이라는 호인의 전설이 있다. 제설이 있지만, 「게룸 가두간」의 마법의 의식에 의해서 자고 있는 사람의 영혼이 몸으로부터 빠지기 시작해 실체화된다는 것이나 가지고 있는 인간의 엄지 정도의 크기도 안되는 요포를 밤에 허리에 감는 것으로 마법이 발동된다고도 한다. 그 마법이 발동되면, 몸이 거대화해 피부가 호랑이 가죽이되고.호랑이 꼬리가 자라나며.골격.위장.생식기가 호랑이의 것이되며 이윽고 호랑이의 모습이 되어, 한밤중에 사람을 덮쳐 먹는다. 하지만, 이것에 의해서 취한 사람의 저주는 풀리고, 바뀌어 습격당한 사람이 저주를 받아 살아남아 호랑이로 변신해 다음의 희생자를 찾게 된다고 한다. 마간 가두간의 윗입술에는 움푹한 곳이 없고, 그에 따라 찾을 수 있다고 한다.
말레이 반도에선, 호빙은 가축을 덮쳐, 특히 닭을 좋아한다. 이 때문에, 고래 호빙의 혐의를 받은 사람은 토약을 먹게 되고, 깃털을 토해내면 호빙이라고 하여 이웃 마을사람의 손에 의해서 처형되었다고 한다.
인도에서는, 강에서 목욕하는 남자들을 덮치는 호녀의 전설이 있어, 회화 등의 소재에 이용되고 있다.
또 유럽에서도, 범인간(영어: man tiger)으로 불리는 동체는 호랑이로 이마로부터 뿔을 쑥 내민 인간의 머리 부분을 갖는다는 가공의 동물이 내려 문장 등에 이용되었다. 또, 인도에 산다고 믿어진 괴물 만티코라의 원형도 호빙의 전승에 찾을 수 있다(2세기의 파우사니아스의 설).

## 신체
반인반호의 경우 다리.팔.손.몸통.생식기를 제외하고 모두 호랑이다.완전히 호랑이가 된 경우에는 몸 전체가 호랑이다.

## 호랑이 이외의 고양이과
고양이과의 동물이 인간에게 빙의해 그 동물 혹은 인간의 형태를 일부 남긴 수인으로 변신한다는 설화·전설은 온 세상에 존재한다. 유럽으로부터 러시아에서는 묘빙(고양이), 아프리카에서는 표빙(표범)·자칼빙(자칼) , 북아메리카에는 삵빙(삵), 남아메리카에는 재규어빙/재규어 인간(재규어)의 이야기가 있다.

## 같이 보기
- 의인관
- 변신
- 예에 나알들루시